# Гора Дионисия
Диони́сия — гора на Дальнем Востоке России на территории Анадырского района Чукотского автономного округа. Находится в 20 км юго-западнее Анадыря.
Возвышается отдельным массивом над Анадырской низменностью. Является остатком древнейшего вулкана. С северных склонов горы берёт истоки река Казачка.

## Ороним
Названа казаками в XVIII веке в честь Святого Дионисия.
На языке коренных жителей называется Тэмлян — «сломанное остриё».
Существует несколько чукотских преданий, объясняющих происхождение названия Тэмлян. Согласно одной, у подножия горы произошла большая битва с пришельцами, во время которой было сломано много копий. Согласно другой, две женщины нашли здесь костяную иглу и, не поделив её между собой, сломали остриё находки в драке. В третьей легенде рассказывается, что гора — это тело силача Тэмыля, погибшего в схватке с силачом Вэлвылевытом.

## Палеоботаника
В 2012 году вблизи горы учёными была найдена ископаемая флора, датированная поздним мелом — палеоценом. Данная флора была выделена в тэмлянскую ископаемую флору и насчитывает свыше 21 вида высших растений. Собранные коллекции хранятся в фондовых собраниях музейного центра «Наследие Чукотки» г. Анадыря.

## Происшествия
11 декабря 1982 года у горы Дионисия потерпел катастрофу вертолёт Ми-8. Все находившиеся на борту десять человек погибли. Причиной аварии стали плохие погодные условия и ошибка экипажа. В память о погибших в 2009 году силами местных энтузиастов на горе был установлен поклонный крест.